# Wilmington (Los Angeles)
Pour les articles homonymes, voir Wilmington.
Wilmington est un quartier de la ville de Los Angeles, en Californie, aux États-Unis.

## Démographie
Le Los Angeles Times considère le quartier comme pas spécialement diverse du point de vue ethnique, 86,6 % de la population étant hispanique, 6,4 % blanche non hispaniques, 2,7 % asiatique, 2,6 % afro-américaine et 1,7 % appartenant à une autre catégorie ethno-raciale.